# 경랍

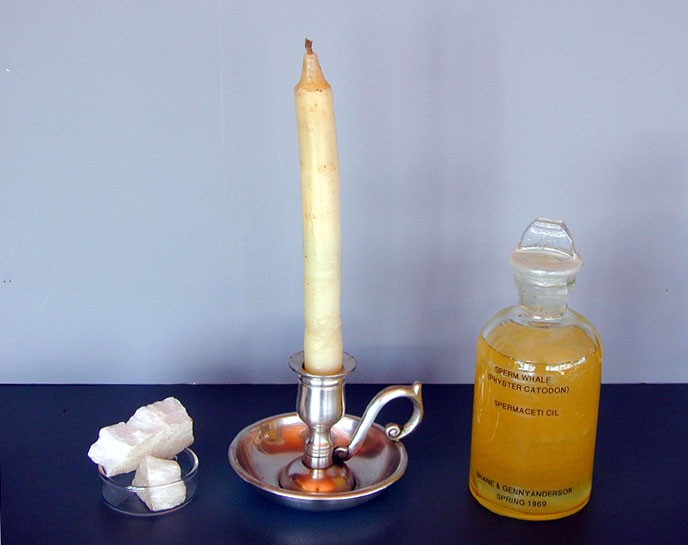
경랍 양초.

경랍(鯨蠟, Spermaceti)은 향고래의 두강에서 많이 발견되는 왁스의 일종이다.
경랍은 향유고래의 머리 구멍에서 발견되는 왁스 같은 물질이다.(더 적은 양으로는 다른 고래의 기름에도 존재함) 경랍은 고래 머리 내부의 경랍 기관에서 생성된다. 이 기관에는 1,900리터(500 US 갤런)의 경랍이 들어 있을 수 있다. 화장품, 직물, 양초에 사용하기 위해 17세기부터 포경선에 의해 추출되었다.
경랍 기관의 생물학적 기능에 대한 이론에 따르면 그것이 부력을 조절하거나 고래의 반향 정위 감각을 위한 초점 장치로 작용하거나 둘 다일 수 있다. 두 이론을 뒷받침하는 구체적인 증거가 있다. 부력 이론은 향유고래가 경랍을 가열하여 밀도를 낮추고 따라서 고래가 떠다니게 할 수 있다고 주장한다. 고래가 다시 가라앉으려면 물을 분출공으로 가져와 경랍을 식혀서 밀도가 높은 고체로 만들어야 한다. 이 주장은 이 열 교환을 지원하는 생물학적 구조의 부족과 장기가 거대한 크기로 성장할 때까지 밀도의 변화가 너무 작아 의미가 없다는 사실을 나타내는 최근 연구에 의해 의문이 제기되었다. 포획된 향유고래가 보유하고 있는 왁스 에스테르의 비율을 측정하면 해당 개인의 나이와 미래 기대 수명을 정확하게 설명할 수 있다. 경랍 기관의 왁스 에스테르 비율은 고래의 나이에 따라 증가한다. 송아지의 경우 38~51%, 성체 암컷의 경우 58~87%, 성체 수컷의 경우 71~94%이다.
경랍 왁스는 가성 알칼리의 화학 용액과 압력으로 처리할 때 6 °C(43 °F)에서 결정화하여 경랍유에서 추출된다. 경랍은 단단하지만 만졌을 때 기름기가 있는 빛나는 흰색 결정을 형성하고 맛이나 냄새가 없어 화장품, 가죽세공, 윤활유의 원료로 매우 유용하다. 이 물질은 또한 표준 광도 값의 양초를 만드는 데, 직물 드레싱에, 특히 세레이트와 연고의 약제 부형제로 사용되었다.
17세기와 18세기의 포경 산업은 향유고래 머리의 내용물을 찾아 수확하고 정제하기 위해 발전했다. 경랍을 찾는 선원들은 정기적으로 여러 바다에서 3년 간의 여행을 떠났다. 고래등유는 많은 해상 재산을 창출한 상품이었다. 하나의 순수한 경랍 소스(촛불)에 의해 생성된 빛은 또 다른 세기 동안 캔들파워(candle power)의 표준 측정방식이 되었다. 1860년 영국 의회 메트로폴리탄 가스법에 정의되고 1883년 국제 전기 기술 회의에서 채택된 측광 단위인 캔들파워는 순수한 정경 양초에서 생성된 빛을 기반으로 한다.

## 같이 보기
- 고래기름